# Isabelle Durant
Isabelle A.J. Durant (Brussel, 4 september 1954) is een Franstalige Belgische politica voor Ecolo en voormalig minister.

## Levensloop
Durant werd beroepshalve verpleegster in kinderdagverblijven en voor het medisch toezicht in volkswijken en was lerares voor schoolverlaters in het technisch en het beroepsonderwijs. In 1994 behaalde ze aan de UCL een licentiaatsdiploma in de economische en sociale politiek.
Via Jacky Morael en Olivier Deleuze verzeilde Durant in de groene partij Ecolo. In 1989 werd ze officieel lid van de partij en van 1991 tot 1994 was ze parlementair medewerker voor de Ecolo-fractie in het Brussels Hoofdstedelijk Parlement. Vervolgens was ze van april 1994 tot november 1999 samen met Jacky Morael federaal secretaris en woordvoerder van de partij. Bij de verkiezingen van juni 1999 werd Durant verkozen in het Brussels Hoofdstedelijk Parlement. Tevens werd ze afgevaardigd naar het Parlement van de Franse Gemeenschap. Beide parlementaire mandaten oefende ze slechts een maand uit.
In juli 1999 werd Durant vicepremier en minister van Vervoer en Mobiliteit in de regering-Verhofstadt I, een mandaat dat ze bleef uitoefenen tot in mei 2003. Als groene verkeersminister vernieuwde Isabelle Durant de Wet voor Verkeersveiligheid volledig. Er kwam meer aandacht voor de rechten en de veiligheid van voetgangers en fietsers, de zogeheten 'kwetsbare weggebruikers'. De statistieken voor verkeersongevallen daalden met 12 procent. Aanvankelijke kritiek over hogere boetes verhinderde niet dat de wet gestemd werd: in de Kamer van volksvertegenwoordigers stemde niemand tegen. 
Onder haar impuls werd ook de Nationale Maatschappij der Belgische Spoorwegen (NMBS) grondig hervormd. Het kwam tot een botsing met spoorbaas Etienne Schouppe (tevens lid van de CD&V), die plaats moest maken voor Karel Vinck. De Wet van 1991 op de overheidsbedrijven werd aangepast zodat de boekhouding transparanter werd. In 2000 verbaasde ze vriend en vijand met haar voorstel om de nachtvluchten af te schaffen. Ze wilde de nachtrust van alle omwonenden garanderen. Protest van de lokale bedrijven leidde tot een crisis met premier Guy Verhofstadt. Sindsdien zijn er al talloze rechtszaken geweest, en is men al verscheidene keren van traject veranderd. Maar geen enkel traject leidde tot algehele tevredenheid. Ontevreden over de starre houding van de Parti Socialiste in het dossier, verliet Isabelle Durant in mei 2003 de federale regering, met haar partijgenoot Olivier Deleuze.
Van 2003 tot 2009 was Isabelle Durant als rechtstreeks gekozen senator lid van de Senaat, waar ze van 2003 tot 2007 de Ecolo-fractie leidde en van 2007 tot 2009 in de commissie Sociale Aangelegenheden zetelde, en van 2004 tot 2009 was ze samen met Jean-Michel Javaux federaal secretaris en vanaf 2007 co-voorzitter van Ecolo. Van 2006 tot 2017 was ze tevens gemeenteraadslid van Schaarbeek, waar ze voor de gemeenteverkiezingen in oktober 2006 kandidaat-burgemeester was.
Van 2009 tot 2014 zetelde ze in het Europees Parlement, waar ze vicevoorzitter was en waardoor ze deel uitmaakte van het Bureau. Daarnaast was ze lid van de Begrotingscommissie en was ze van 2009 tot 2014 plaatsvervanger in de commissie Vervoer en Toerisme en van 2012 tot 2014 plaatsvervangend lid van de commissie Constitutionele Zaken. Op 15 september 2010 steunde Durant het nieuwe initiatief Spinelligroep in het Europees Parlement met Guy Verhofstadt, Daniel Cohn-Bendit en Sylvie Goulard om een nieuwe impuls aan de strijd voor een federale Europa te geven. Beroemde aanhangers zijn Jacques Delors, Mario Monti, Andrew Duff, Elmar Brok, Pat Cox, Joschka Fischer. Tevens was zij van 2013 tot 2017 vicevoorzitter van de Unie van Europese Federalisten.
Bij de Europese verkiezingen van mei 2014 stond Durant niet meer op de Ecolo-lijst, nadat haar partij koos om Philippe Lamberts als lijsttrekker aan te duiden. Ze werd echter wel verkozen tot lid van het Brussels Hoofdstedelijk Parlement en ging ook effectief zetelen. Ze bleef de functie uitoefenen tot in juni 2017 en was er actief in de commissie Economie en Tewerkstelling.
Vanaf juni 2017 was ze adjunct-secretaris-generaal van UNCTAD, de Conferentie van de Verenigde Naties inzake Handel en Ontwikkeling. Van februari tot juni 2021 was ze  ad interim secretaris-generaal van de organisatie en nadien bleef Durant nog tot in november 2022 adjunct-secretaris-generaal.
Bij de Europese verkiezingen van juni 2024 stond Durant als laatste opvolger op de Ecolo-lijst. Enkele maanden later, in oktober 2024, werd ze opnieuw verkozen tot gemeenteraadslid van Schaarbeek en ze besloot dit mandaat ook op te nemen.

## Eretekens
- België:Grootofficier in de Leopoldsorde. (2015)